# Calcio ai XIII Giochi del Mediterraneo - Qualificazioni gruppo C
Le partite relative alle Qualificazioni del Gruppo C per il torneo di Calcio ai XIII Giochi del Mediterraneo si sono svolte presso lo Stadio Franco Fanuzzi di Brindisi, lo Stadio Pino Zaccheria di Foggia e lo Stadio Via del Mare di Lecce.

## Classifica
| Gruppo C   | Gruppo C | Gruppo C | Gruppo C | Gruppo C | Gruppo C | Gruppo C | Gruppo C | Gruppo C |
| Squadra    | G        | V        | N        | P        | F        | S        | DR       | PT       |
| ---------- | -------- | -------- | -------- | -------- | -------- | -------- | -------- | -------- |
| Grecia     | 2        | 2        | 0        | 0        | 7        | 1        | +6       | 6        |
| Francia    | 2        | 1        | 0        | 1        | 4        | 3        | +1       | 3        |
| San Marino | 2        | 0        | 0        | 2        | 1        | 8        | -7       | 0        |

## Incontri
| Foggia 16 giugno 1997                                                                    | Grecia    | 4 – 1       | San Marino | Stadio Pino Zaccheria |
| \| \| \| \| \| Lakis 7’ Liberopoulos 16’, 50’ Kiassos 58’ \| Marcatori \| 90+1’ Selva \| |           |             |            |                       |
|                                                                                          |           |             |            |                       |
| Lakis 7’ Liberopoulos 16’, 50’ Kiassos 58’                                               | Marcatori | 90+1’ Selva |            |                       |

| Arbitro: | Lazoun |

|                        |           |  |
| Diawara Grenet Zanotti | Marcatori |  |

| Arbitro: | Cesari |

|                                                 |           |  |
| Liberopoulos 16’, 40’ (rig.) Konstantinidis 23’ | Marcatori |  |